# Eupithecia limbofasciata
Eupithecia limbofasciata är en fjärilsart som beskrevs av Schütze 1956. Eupithecia limbofasciata ingår i släktet Eupithecia och familjen mätare. Inga underarter finns listade i Catalogue of Life.